# Baille (métro de Marseille)
Pour les articles homonymes, voir Baille (homonymie).
La station Baille est une station de la ligne 1 du métro de Marseille.

## Situation
La station Baille se situe sur le boulevard éponyme à proximité de l'hôpital de la Conception.

## Architecture
La station est de couleur bleue marine avec plusieurs touches de rouge. Des murs carrelés blancs, rouges et bleus avec un trou carré diagonal abritent les escaliers. D'autres murs carrelés avec différents motifs se trouvent à l'étage de validation.

## Sites desservis
- L'Hôpital de la Conception.

## Services
- Service assuré du lundi au dimanche de 5h à 1h.
- Distributeurs de titres: possibilité de régler par billets, pièces, carte bancaire.

## Correspondances RTM
Arrêt Baille Vertus
- :De passage en direction des Catalans ou de Métro La Timone.
- N1  :De passage en direction du Vieux-Port ou de Luminy Parc National des Calanques.